# Symploce stupida
Symploce stupida är en kackerlacksart som beskrevs av Roth, L. M. 1999. Symploce stupida ingår i släktet Symploce och familjen småkackerlackor. Inga underarter finns listade i Catalogue of Life.